# Crookes Peak, Antarktis
Crookes Peak är en bergstopp i Antarktis. Den ligger i Västantarktis. Argentina, Chile och Storbritannien gör anspråk på området. Toppen på Crookes Peak är 1 555 meter över havet, eller 453 meter över den omgivande terrängen. Bredden vid basen är 4,7 km.
Terrängen runt Crookes Peak är kuperad söderut, men norrut är den bergig. Trakten är obefolkad. Det finns inga samhällen i närheten.